# Celia Rees
Celia Rees (Solihull, West Midlands, 1949. június 17. –) angol írónő.

## Életpályája
Solihullban született és nőtt fel, ma Leamington Spában él férjével, Terence Reesszel és lányával, Cathrinnel. Történelemből és politikából szerzett diplomát a Warwicki Egyetemen. A West Midlands College-ben szerzett tanári képesítést, majd a Birmingham Egyetemen tanári diplomát. Középiskolában tanított 17 évig, ebben az időben kezdett el írni a diákjai kérésére. Jelenleg a Warwicki Egyetemen tanít.
Témái: a mágia, kalózok, veszély, horror és fantasy.
Gyakran helyezi a műveit valódi környezetbe, megírásuk előtt alapos kutatómunkát végez.

## Könyvei

### Bűbájos Mary
- Witch Child (2000)  Bűbájos Mary; fordította: Lacza Katalin, átdolgozta: Ceglédi Éva; Orlando Stúdió, Budapest, 2003 ISBN 9789632126920

Az írónő történelmet és politológiát tanult az amerikai Warwick egyetemen, amikor elkezdték érdekelni Amerika első telepesei és a róluk szóló történetek. Innen kapott kedvet a Bűbájos Mary (Witch Child) és folytatása, a Farkasszem (Sorceress) megírásához. Eredetileg az ifjúságnak szánta regényeit, de egy felnőtt is élvezettel forgathatja.
A regényt úgy írta meg, hogy elsőre ne legyen nyilvánvaló, fikció vagy megtörtént események alapján készült. A történet szerint egy bevarrt ágytakaróban lapulnak Mary naplójának oldalai, kb. 300 évig. A „Mary-feljegyzéseknek” nevezett írás nagyon jól tükrözi a 17. századi felfogást: vallási fanatizmus, boszorkányüldözés, babonavilág.
- Sorceress (2002) → Farkasszem; fordította: Báti Júlia; Orlando, Budapest, 2004 ISBN 9789638664013

A Bűbájos Maryt 2001-ben Guardian Gyermekirodalmi Díjra (Guardian Children's Fiction Prize), a Farkasszemet 2003-ban Whitbread Gyermekkönyv Díjra (Whitbread Children's Book Award) jelölték.
A Bűbájos Maryből színdarab is készült, amit Swansea-ben játszottak.

### H.A.U.N.T.S. sorozat
- H Is for Haunting (1998)
- A Is for Apparition (1998)
- U Is for Unbeliever (1998)
- N Is for Nightmare (1998)
- T Is for Terror (1998)
- S Is for Shudder (1998)

### Egyéb könyvei
- Every Step You Take 1993)
- The Bailey Game (1994)
- Colour Her Dead (1994)
- Blood Sinister (1996)
- Midnight Hour (1997)
- Ghost Chamber (1997)
- The Vanished (1997)
- Soul Taker (1998)
- The Truth Out There (2000)
- Truth or Dare (2000)
- The Cunning Man (2001)
- Blood Sinister (2002)
- Pirates! (2004) Kalózok! A két kalóznő, Nancy Kington és Minerva Sharpe igaz története; fordította: Szamay Ilona, átdolgozta: Ceglédi Éva, Áprili Zsuzsa; Orlando, Budapest, 2004 ISBN 9789632148588
- The Wish House (2005) → Vágyak évadja; fordította: Báti Júlia; Orlando, Budapest, 2005 ISBN 9789638664075
- The Stone Testament (2007)
- Sovay (2008) Sovay. Az útonálló úrilány; fordította: Borbás Mária; Orlando, Budapest, 2010 ISBN 9789638693099
- The Fool's Girl (2010)